# 福井県立大学看護短期大学部
福井県立大学看護短期大学部（ふくいけんりつだいがくかんごたんきだいがくぶ、英語: Fukui Prefectural University College of Nursing）は、福井県吉田郡松岡町兼定島4-1-1に本部を置いていた公立短期大学である。1975年に設置され、2001年に廃止された。大学の略称は県短。福井県立短期大学としての記事もここで含めて記載する。

## 概要

### 大学全体
- 福井県吉田郡松岡町[注釈 1]に所在した日本の公立短期大学で、設置主体は福井県[2]。
- 3学科かつ入学総定員130名体制で1975年に福井県立短期大学として福井県福井市にて開学[3][4][5]。
- 1982年に学科増設、さらに1984年の専攻科設置により1991年度の入学生まで最大の学科数を擁していたが、1992年より減少[注釈 4]し、看護系の2学科ほか専攻科１専攻のみとなる。1994年度よりキャンパス移転となる。
- 1999年度の入学生を最後に、2001年に短期大学としての使命を終える。

### 教育および研究
- 看護教育に特化した教育となっていた。元々は、農業講習所が発端となっていることから、当初は農学に関する専門教育も行われていた。

### 学風および特色
- 福井県立短期大学だった時分、聴講生・研究生制度が行われていた[6]。

## 沿革
- 1920年 福井県農事試験所の農事練習生制度が始まる[7]。
- 1947年 福井県農業技術講習所と改称する[8]。
- 1950年
  - 10月 左記を以て福井県農業技術講習所が福井県高等農業講習所に改称される[9]。
- 1966年 福井県農業短期大学校に改組[3]。
- 1967年
  - 9月22日 左記を以て福井県農業短期大学校の昇格構想が決議される[10]
- 1975年
  - 1月10日 左記を以て文部省[注 1]より短期大学の設置が認可される[11]。
  - 4月1日 左記を以て福井県立短期大学（ふくいけんりつたんきだいがく、英語:Fukui Prefectural College[12]）が以下の学科体制にて開学[13]。
    - 看護学科[注 3]
    - 農学科[注 5]
    - 経営学科[注 7]
- 1982年
  - 4月1日 左記を以て以下の学科を増設[15][16]。
    - 第二看護学科[注 8][注 9]

  - 同 左記を以て従来の看護学科を第一看護学科に改称。
- 1984年 専攻科地域看護学専攻[注 10]を設置[注 11][19][20]。
- 1985年
  - 2月6日 左記において福井県立短期大学将来構想検討委員会が設置される[21]。
- 1991年
  - 4月1日 この年度を最後に以下の学科を学生募集を最後とする[注釈 5]。
    - 農学科[注釈 6]
    - 経営学科[注釈 7]
- 1992年
  - 4月1日 学生募集停止により、以下の学科における総定員を以下の通り変更する。
    - 農学科 80→40[注 15]
    - 経営学科 80→40[注 17]
- 1993年 経営学科・農学科が廃止され、福井県立大学看護短期大学部と改称される[25]。
- 1994年 キャンパスを福井市[26]から松岡町[注釈 1]へ[27]移転 [28]。
- 1998年
  - 4月1日 当年度をもって以下の学生募集を最終とする[注 18]。
    - 第一看護学科[注 20]
- 1999年
  - 4月1日 当年度をもって短期大学の学生募集を最終とする[注釈 8]。但し、以下の学科のみとする。
    - 第二看護学科[注 22]

  - 同 募集停止により、以下の学科の総定員を以下の通り変更する[32]。
    - 第一看護学科 150→100[注 24]
- 2001年
  - 3月30日 左記を以て廃止[33]。

## 基礎データ

### 所在地
- 福井県吉田郡松岡町（現在の永平寺町）兼定島4-1-1
- 福井市大畑町97-21-3（旧・福井キャンパス。福井県立短期大学）

### 象徴
- 福井県立短期大学のカレッジマークは県花であるスイセンをV字型に図案化し、その中に「大学」の文字を配置したものとなっていた。「V」はVictory(勝利)の頭文字で、上方に向かって広がっていて、本短大が未来に向かって大きく前進する姿を象徴したものとなっていた[注 25]。
- 大学歌は勝承夫が作詞、高木東六が作曲した[35]。

## 教育および研究

### 組織

#### 学科
- 経営学科[注釈 2][注釈 9]
- 農学科[注釈 2][注釈 9]
- 第一看護学科[注 26][注釈 3]
- 第二看護学科[注 27]

#### 専攻科
- 地域看護学専攻：修業年限は昼間部1年制で入学定員は20名となっていた。

#### 別科
- なし

#### 取得資格について
受験資格
- 看護師
  - 第一看護学科
  - 第二看護学科
- 保健婦：専攻科

#### 附属機関
- 附属図書館；蔵書数 図書51,817冊、学術雑誌 271冊[38]

### 研究
- 『組織培養によるメロン優良系統の増殖技術の実用化』[39]
- 『壮年集団の実態に関する調査研究 : 福井市を事例として』[40]。
- 『福井県立大学看護短期大学部論集』[41]

## 学生生活

### 部活動・クラブ活動・サークル活動
- 福井県立短期大学で活動していたクラブ活動[38]
  - 体育系：バレーボール、バスケットボール、バドミントン、卓球、サッカー、テニス、ソフトボールほか
  - 文化系：華道、茶道、書道、美術、ブラスバンド、手話サークル

### 学園祭
- 福井県立短期大学の学園祭は、単に「大学祭」と称された[38]。

## 大学関係者と組織

### 大学関係者一覧
歴代学長
- 今堀宏三
- 坂本慶一

## 施設

### キャンパス

#### 松岡キャンパス
- 使用学科：第一看護学科・第二看護学科
- 使用専攻科：地域看護学専攻
- 使用附属施設：なし
- 1994年度より。

#### 福井キャンパス
- 使用学科：第一看護学科・第二看護学科・農学科・経営学科
- 使用専攻科：地域看護学専攻
- 使用附属施設：なし
- 1993年度まで。現在は、福井県教育庁埋蔵文化財調査センターとなっている[42]。

### 学生食堂
- 福井県立短期大学の学生食堂（学食）は、クラブ棟と呼ばれる建物内にあった[43]。

### 寮
- 特になく、民間の寮があった[38]。

## 対外関係

### 系列校
- 福井県立大学

## 社会との関わり
- 福井県立短期大学だった時分、各学科の公開講座や実習農場における営農の特別講座を地域の人々に行っていた[6]。

## 卒業後の進路について

### 就職について
- 第一看護学科・第二看護学科では、概ね看護職として各種医療機関や保健所などへの就職者が多かったものとみられる。
- 農学科では農業関連、経営学科では一般企業に就職した人がいたものとみられる。

### 編入学・進学実績
- 第一看護学科・第二看護学科では、福井県立短期大学専攻科をはじめ保健婦養成機関やその他助産婦養成機関などに進学した人がいたものとみられる。